# Kościół św. Stanisława Biskupa i Męczennika w Warszawie
Kościół św. Stanisława Biskupa i Męczennika, właśc. kościół św. Stanisława Biskupa i Męczennika i św. Wawrzyńca Diakona Męczennika – kościół znajdujący się przy ul. Bema 73/75 w dzielnicy Wola w Warszawie.

## Opis

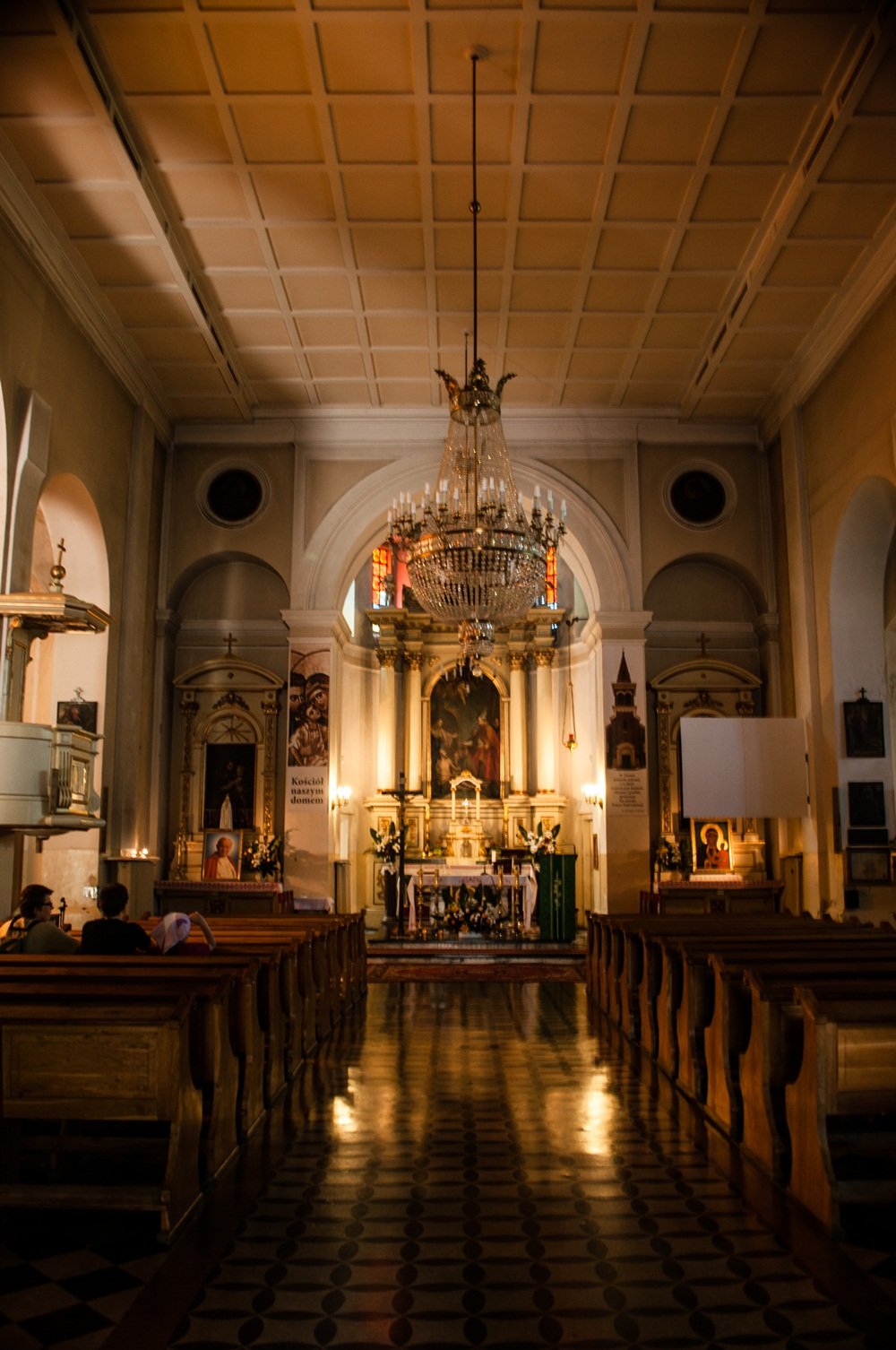
Wnętrze kościoła

Kościół został wybudowany w latach 1858–1860 według projektu Józefa Orłowskiego. W tamtym czasie obszar ten nie znajdował się w granicach administracyjnych Warszawy. Pierwszym proboszczem został ks. Leopold Rzeczycki.
Do kościoła nawiązywały nazwy Droga Kościelna lub Droga Parafialna, obecnej ul. J. Bema.
W kościele znajduje się ołtarz z obrazem Matki Bożej Elekcyjnej – miejsce kultu wizerunku maryjnego towarzyszącego elekcjom królów na polach Woli. Obraz nosił pierwotnie nazwę Matki Boskiej Pocieszenia i w czasie elekcji był przenoszony z kościoła św. Wawrzyńca do kaplicy prymasów w szopie senatorskiej na polu elekcyjnym. Powstał w 1621 i jest dziełem nieznanego malarza. Po przejęciu świątyni przez władze rosyjskie w 1834 został przeniesiony przez rodzinę Biernackich do ich prywatnej kaplicy, skąd w 1860 trafił do nowo wybudowanego kościoła.
8 maja, w dniu św. Stanisława, przy kościele odbywał się odpust, który przyciągał tysiące mieszkańców Warszawy.
W latach 1927–1932 do świątyni dobudowano dwie nawy boczne według projektu Wacława Popławskiego.
W 2009 roku abp Kazimierz Nycz poświęcił tablicę upamiętniającą 200 tys. Polaków rzekomo zamordowanych w obozie KL Warschau, która została umieszczona przy wejściu do kościoła.